# Fronte di Liberazione Bretone
Il Fronte di Liberazione Bretone (in bretone Talbenn Dieubiñ Breizh, in francese Front de Libération de la Bretagne o FLB) è stata un'organizzazione paramilitare fondata nel 1963 con l'obiettivo di ottenere l'indipendenza per la regione della Bretagna (Breizh in lingua bretone). Il gruppo, si ritiene, aveva stretti rapporti con l'ETA basca, con la quale condivideva i propositi di lotta separatista.

## Storia
Il nazionalismo bretone ebbe grande forza nella prima metà del XX secolo attraverso il Partito Nazionale Bretone, il quale fu tuttavia screditato per il suo collaborazionismo con i nazisti durante la Seconda guerra mondiale. Il Fronte di Liberazione Bretone rappresentava una nuova ondata nazionalista, permeata questa volta dall'ideologia anticolonialista. Il gruppo, infatti, riteneva che la Bretagna fosse oppressa dalla Francia, al pari di una colonia. Del resto, gli abitanti della Bretagna, o Bretoni, presentano tutt'oggi una propria identità nazionale separata da quella francese, forte di una lingua, musica e altri aspetti culturali legati strettamente alle radici etniche e culturali celtiche, in particolare a quelle della Cornovaglia e del Devon nell'attuale Regno Unito.
Il FLB era legato a membri superstiti di precedenti organizzazioni nazionaliste, tra cui Yann Goulet, il quale operava dall'Irlanda. 
Nella prima metà degli anni 1970 diverse fazioni emersero in seno al FLB; su tutte l'Esercito Rivoluzionario Bretone (Armée révolutionnaire bretonne, o ARB), che agì in modo autonomo e ha provato di essere la più durevole tra queste fazioni nate dal FLB, in quanto esistente tutt'oggi.

## Attività
Il primo attacco noto del FLB avvenne nel giugno del 1966, quando un ufficio municipale addetto al fisco a Saint-Brieuc, colpito da un attacco dinamitardo; in un comunicato firmato dal FLB, si esprimeva la volontà di portare avanti una campagna violenta contro i "simboli dell'occupazione della Bretagna".
Negli anni successivi, il FLB portò avanti attacchi contro strutture amministrative, come linee elettriche o caserme della polizia, o statue, perlopiù con attacchi dinamitardi. Il numero degli attentati raggiunse il suo picco nel 1968. Ad ogni modo, il FLB si assicurò che non ci fossero morti né feriti causati dagli attacchi, il cui scopo era nelle intenzioni dei membri del FLB puramente simbolico. 

### Intervento della polizia e sostegno popolare
L'intervento della polizia avvenne nel 1969, con la confisca di materiale di propaganda e armi; più di sessanta persone furono arrestate: agli individui direttamente coinvolti negli attacchi furono comminate brevi pene, e nel giro di pochi mesi molti furono amnistiati e rilasciati. Sebbene fosse stato creato solo pochi anni prima da giovani bretoni, il FLB godette di grande supporto popolare, evidente anche dalle disparate classi sociali dei membri indagati: uomini d'affari, casalinghe, studenti, contadini, addirittura membri del clero.
I processi giudiziari ai membri del FLB rafforzarono il movimento di "liberazione" bretone, in quanto erano sentiti dalla popolazione locale come un'azione repressiva da parte del governo: in questo periodo il numero di studenti iscritti a corsi di lingua bretone crebbe, anche perché il conoscere questa lingua aumentava la legittimazione di un militante nazionalista.

## Membri di spicco
- Yann Fouéré
- Yann Puillandre
- Dr Gourves
- Fr Le Breton